# Jules Van Dievoet
Pour l’article homonyme, voir Jules Vandievoet.
Pour les autres membres de la famille, voir Famille Van Dievoet.

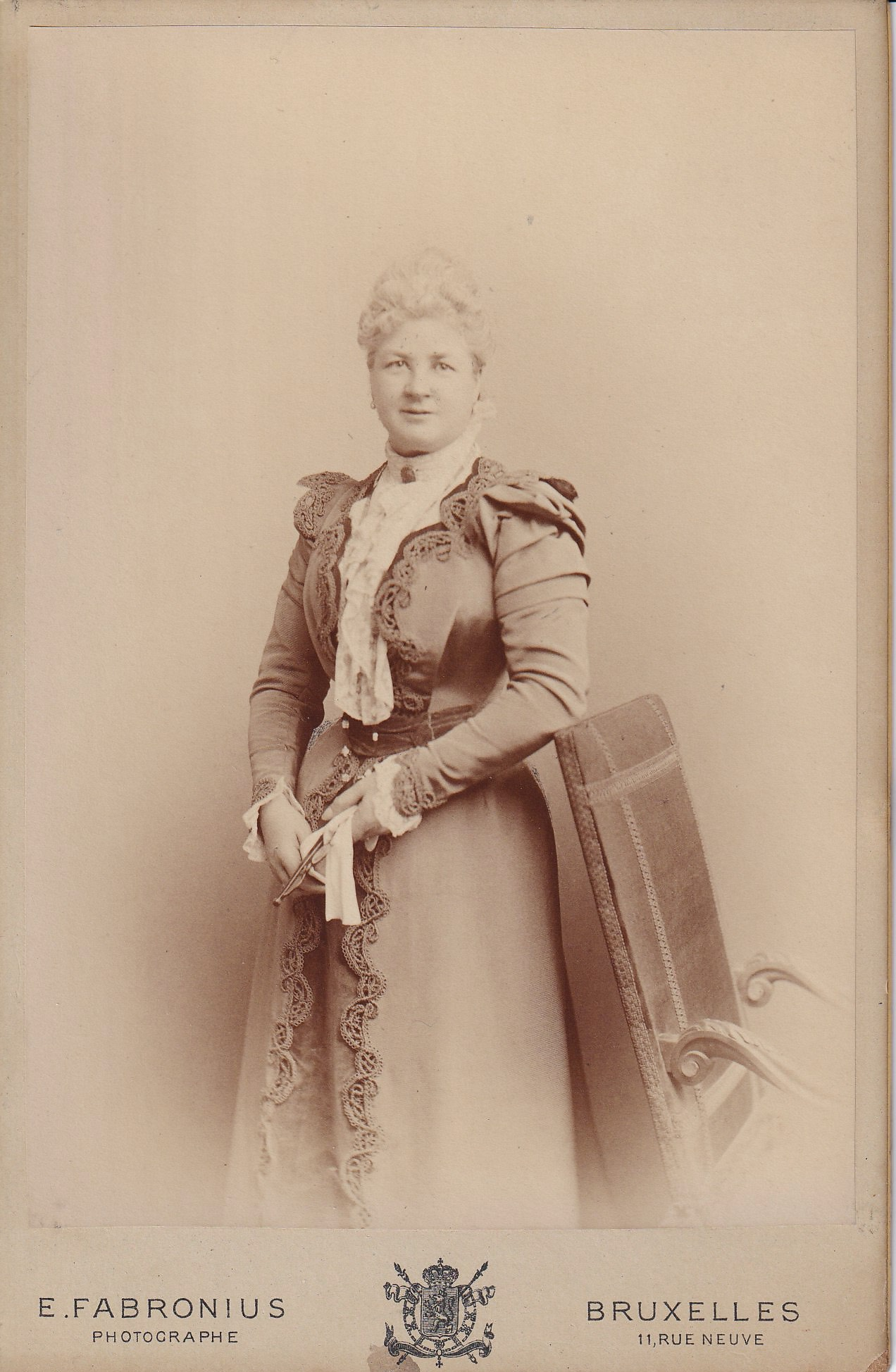
Son épouse, Marguerite Anspach.

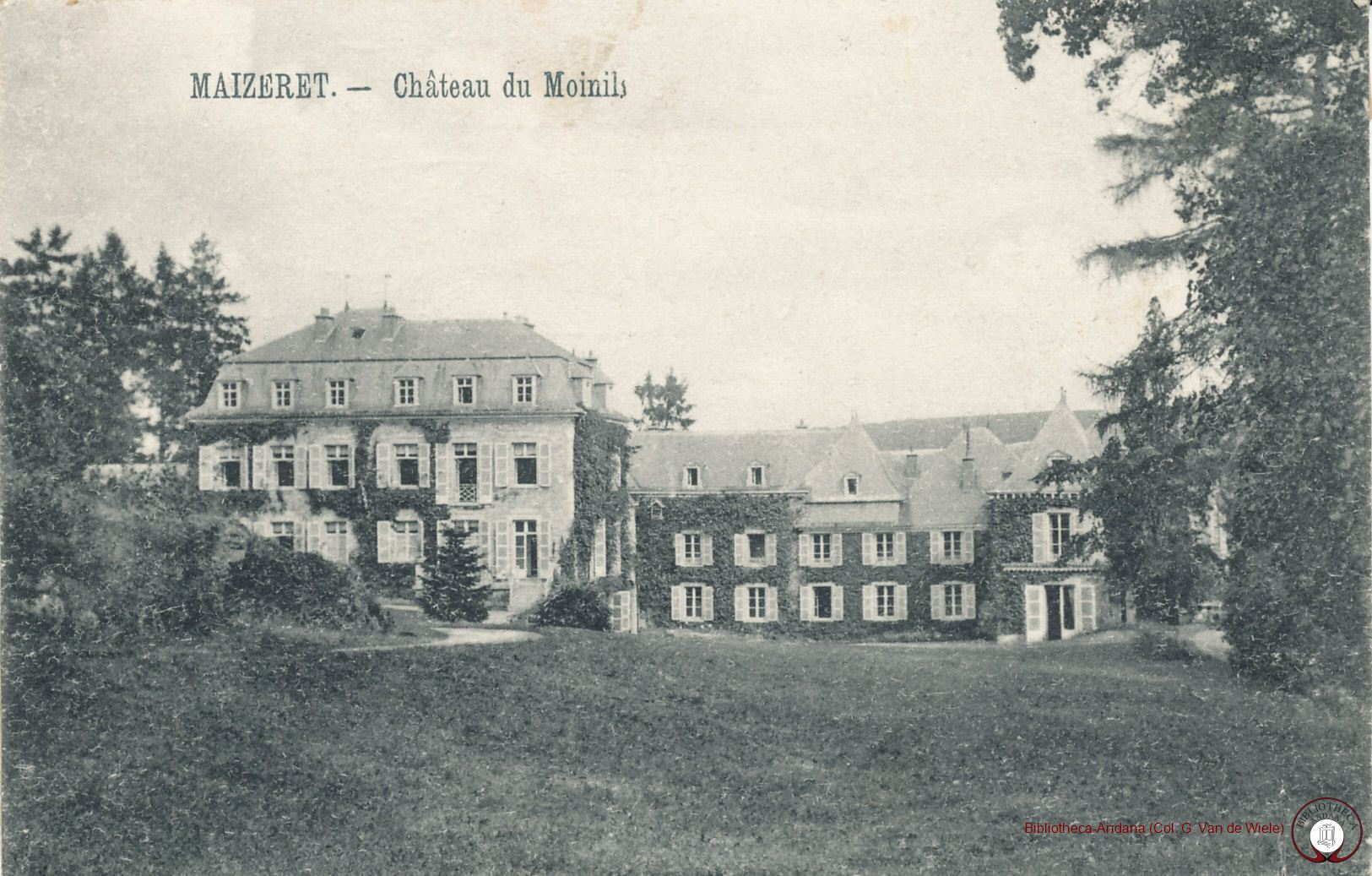
Jules Van Dievoet fut le propriétaire du château du Moisnil, dont il fit construire l'aile gauche en 1902 par l'architecte Octave Flanneau et qui sera vendu après sa mort par sa femme Marguerite Anspach.

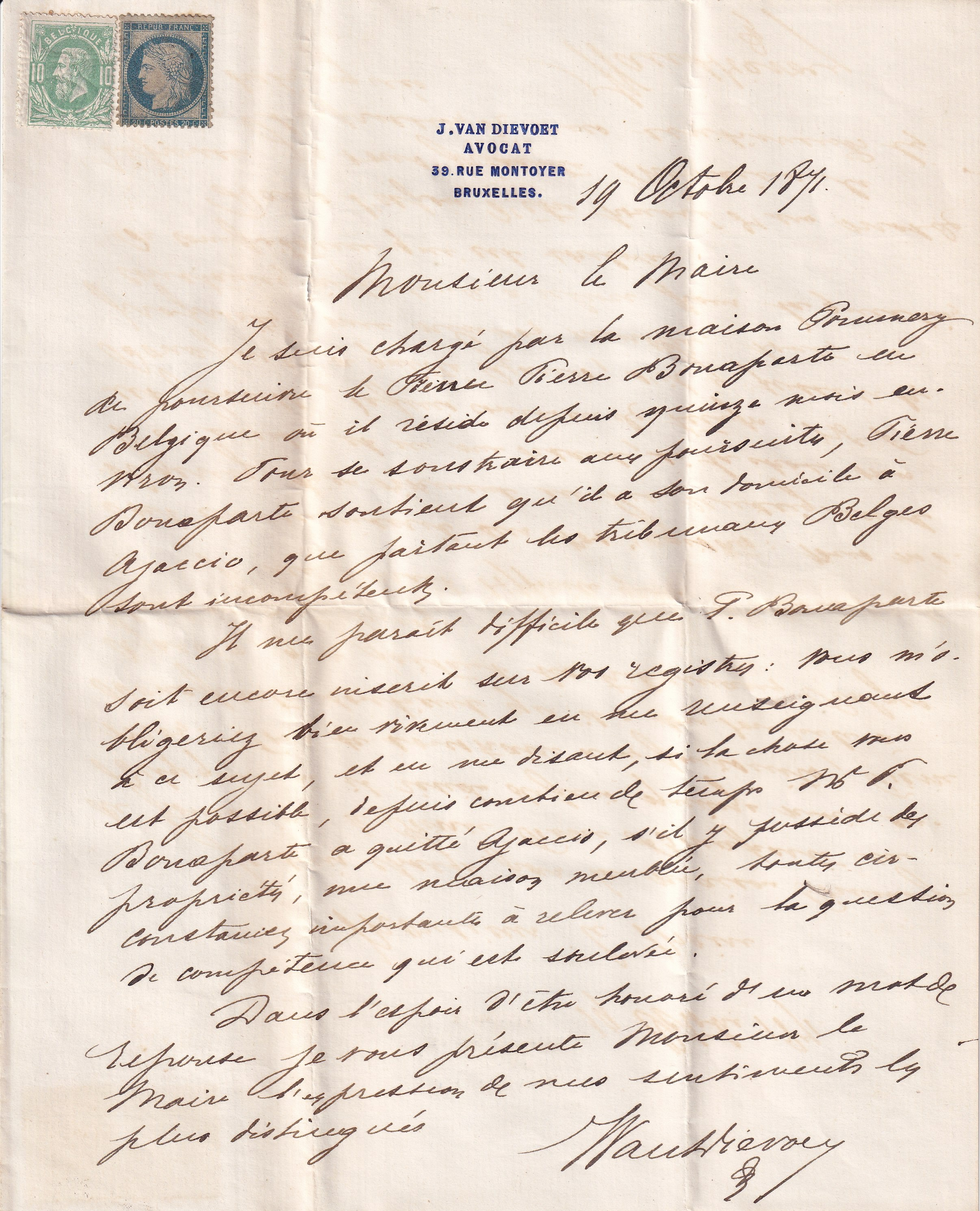
Lettre de Jules Van Dievoet à Joseph Fil, maire d'Ajaccio, au sujet du Prince Pierre Bonaparte qu'il est chargé de poursuivre. 19 octobre 1871.

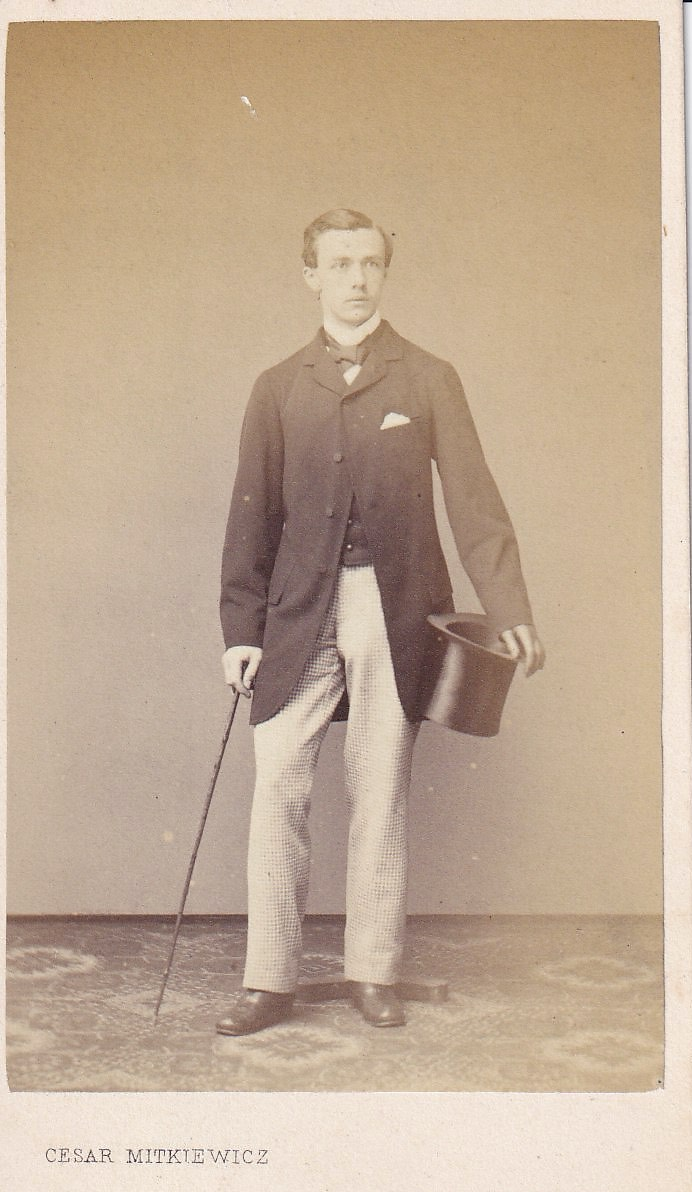
Jules Van Dievoet, jeune (photo César Mitkiewicz).

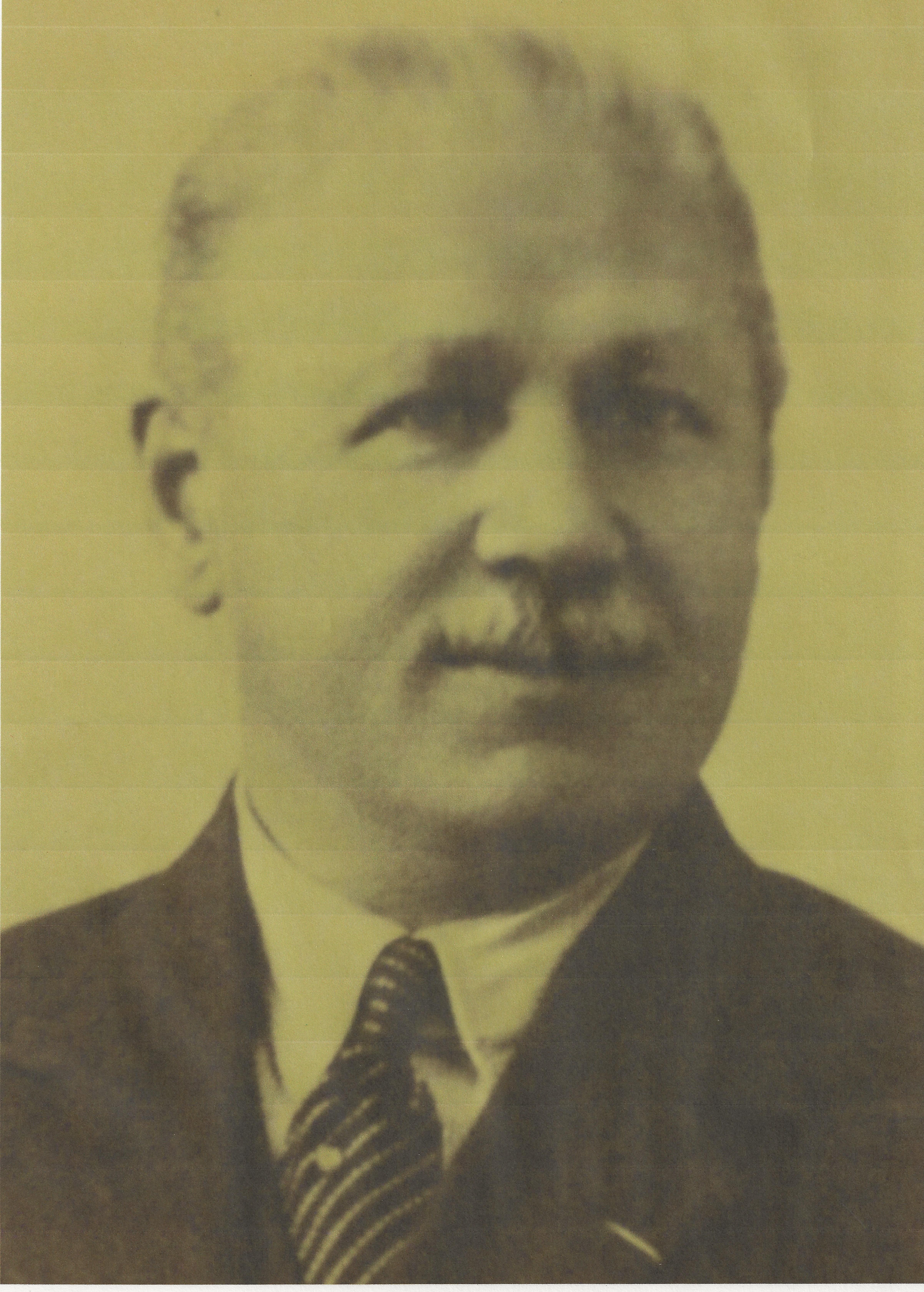
Jules Édouard Van Dievoet (1878-1941), avocat à la Cour d'Appel, époux de Marguerite Leclercq (1884-1960), fils de Jules Van Dievoet et Marguerite Anspach.

Jules Van Dievoet, né à Bruxelles le 7 mars 1844 et mort le 2 mars 1917  est un juriste et avocat à la Cour de Cassation de Belgique.

## Biographie
Il est le fils d'Auguste Van Dievoet, également avocat à la Cour de Cassation et historien du droit réputé.
Auguste Van Dievoet figure avec ses confrères Auguste Orts et Hubert Dolez parmi les plus éminents avocats de son temps. Hubert Dolez domine le barreau de Cassation aussi avec Pierre Sanfourche-Laporte. Jules Van Dievoet épouse à Bruxelles le 31 janvier 1874, Marguerite Anspach, née à Bruxelles le 18 septembre 1852 et y décédée le 24 décembre 1934, fille de Jules Anspach, bourgmestre de Bruxelles.
Après des humanités à l'Athénée de Bruxelles et des études à la Faculté de Droit de l'Université libre de Bruxelles, où il décrocha son doctorat en droit avec distinction en 1865, il se destina à la carrière d'avocat.
Après un stage chez Louis Leclercq, il prêta serment d'avocat le 18 août 1865. Il fut nommé avocat à la Cour de cassation par arrêté royal du 31 décembre 1880, en remplacement d'Auguste Orts décédé.
Il fut bâtonnier du barreau de Cassation de 1900 à 1902.
Son cabinet était situé au 39 rue Montoyer.
Il fut membre du cercle d'influence dit de la « Table Ronde » qui réunissait 20 personnalités qui « semblent avoir été des hommes de confiance de Léopold II ».
Il est enterré au cimetière de Bruxelles.

## Sa postérité juridique
Parmi ses stagiaires, figure Émile Ladeuze (1873-1952) qui le remplaça au barreau de cassation par arrêté royal du 22 mai 1919.
Jules Van Dievoet eut également comme jeune stagiaire le grand homme d'État belge Paul Hymans qui dans ses Mémoires donne de lui un intéressant portrait : « Maître Van Dievoet était un avocat d'affaires. Il avait pour clients de grands établissements industriels et financiers. Il n'était ni grand orateur, ni grand jurisconsulte. Mais il avait l'esprit juste et clair, le sens de l'équité et de la mesure. Ses plaidoiries étaient sobres, correctes, bien construites, un peu froides. Sa haute honorabilité commandait l'estime. Il avait la confiance des familles, et souvent on l'appelait à intervenir dans d'intimes différends, qu'il parvenait à résoudre discrètement. Son souvenir très cher m'est resté à l'esprit ».

### Son fils Jules Édouard Van Dievoet
Jules Van Dievoet est le père de Jules Édouard Van Dievoet qui devint également un avocat renommé du barreau de Bruxelles, il est né le 4 avril 1878 à Ixelles et décédé le 22 juin 1941 à Bruxelles, chevalier de l'Ordre de Léopold, Médaille commémorative de la guerre 1914-1918 et Médaille de la Victoire. Il avait épousé le 12 mai 1903 Marguerite Leclercq (1883-1960), fille du baron Georges Leclercq, avocat à la Cour de cassation, et de Pauline Van Volxem, fille de Jules Van Volxem (1822-1893), avocat et bourgmestre de Laeken et petite fille de Guillaume Van Volxem (1791-1868), avocat et bourgmestre de Bruxelles.

## Décorations
- Chevalier de l'ordre de Léopold (1895)